# Moritz von Rohr
Moritz von Rohr (4 de abril de 1868 – 1940) foi um cientista óptico da Carl Zeiss em Jena.

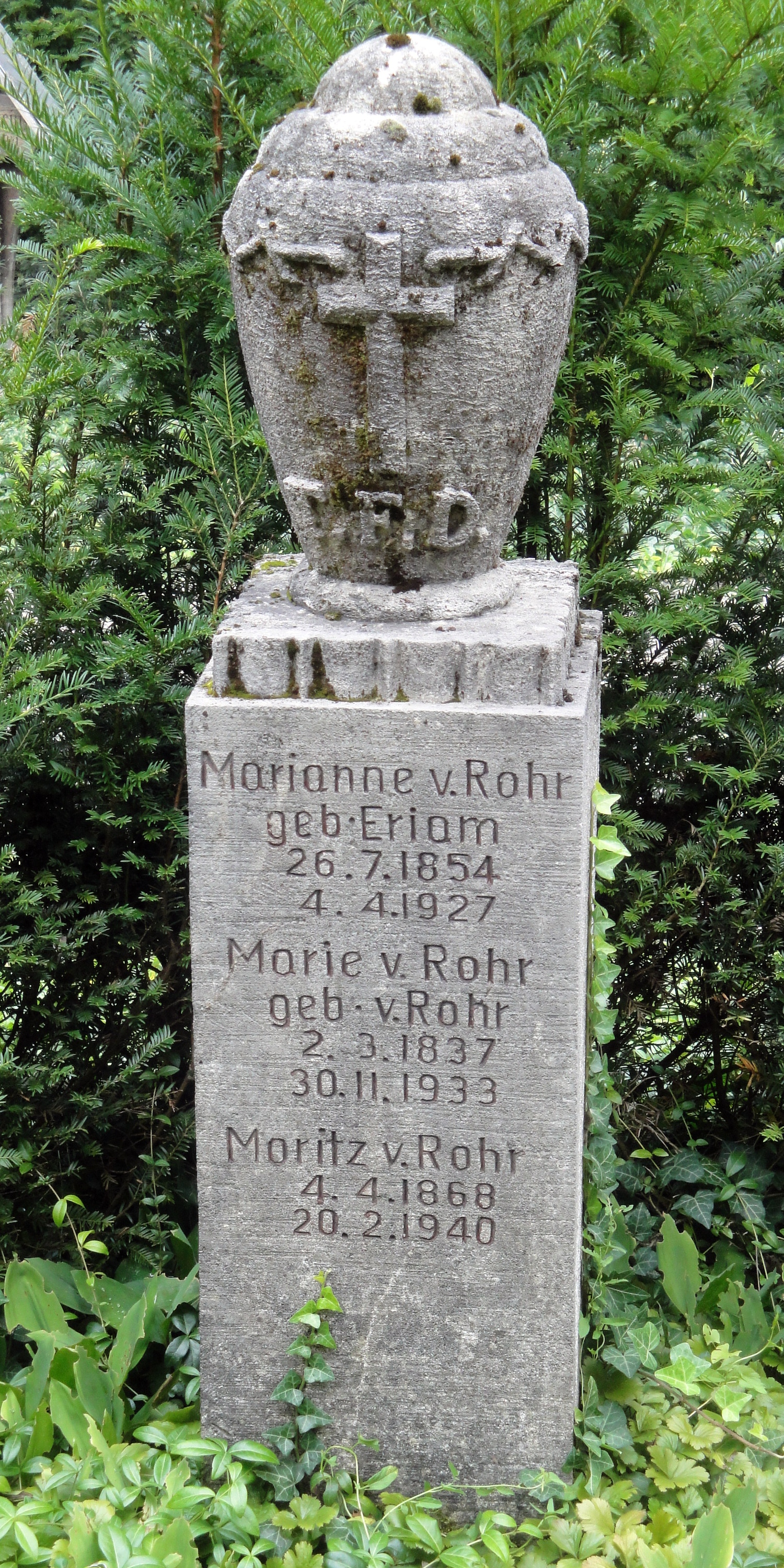
Sepultura no Nordfriedhof em Jena

Conjuntamente com August Köhler desenvolveu a microscopia com raios ultravioleta.